# Rákšasa

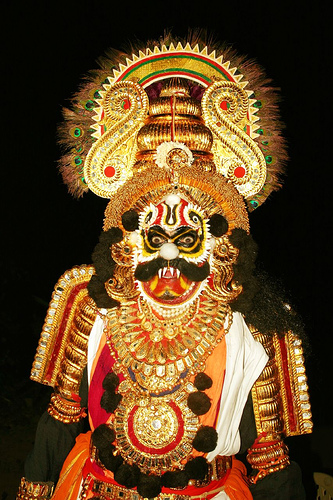
Rákšasa

Rákšasa (sanskrt: राक्षसः rākṣasaḥ - od slovesa rākṣ- "chránit" ) je v buddhistické a hinduistické mytologii krvelačný démon či obr lidožrout. Tyto bytosti se v mytologických příbězích vyskytují i v podobě ženy, kterým se říká rákšasí. Většinou obývají různé džungle a lesy, pohřebiště, skály či jiná temná místa. Poprvé jsou zmiňování v Atharvavédě.
Podle Rámajány se rákšasové zrodili z Brahmovy nohy, podle jiných mýtů (Purány) jsou potomky mudrce Pulastji. Původně měli být strážci, ale postupem času se zvrhli v lidožravé netvory a démony.
Vzhled rákšasů je v indické tradici velmi rozmanitý. Většinou jsou popisováni jako bytosti tmavé pleti a robustní postavy, s velkými zuby, špičatýma ušima a tupým nosem. Takto je popisován např. rákšasa Hidimba v eposu Mahábharata. Jindy se o nich hovoří jako o obrech. Někteří z nich mají dlouhé ruce, drápy, tesáky, jedno oko a těla porostlá srstí. Vyskytují se mezi nimi i jiné bytosti, zakleté do této podoby z trestu.
Podle mýtů a eposů měli rákšasové království v Himálaji nebo na ostrově Lanka. Jejich králem byl Rávana, hlavní zloduch v eposu Rámajána, ačkoli se o něm někdy hovoří jako o asurovi (jiný typ démonů).